# Liste von Malern/A
Die folgende Liste führt möglichst umfassend Maler aller Epochen auf.
Die Liste ist soweit vorhanden alphabetisch nach Nachnamen geordnet.

## Aac... bis Ack...
Aachen, Hans von (1552–1615), Deutschland, Manierismus
Aagaard, Carl Frederik (1833–1895), Dänemark
Aagaard, Johan Peter (1818–1879), Dänemark
Aamund, Susanne (* 1943), Dänemark
Aarestrup, Marie Helene (1826–1919), Norwegen
Aatz, Marianne (1929–2024), Deutschland
Aba-Novák, Vilmos (1894–1941), Ungarn
Abbate, Nicolò dell’ (1509/12–1571), Italien, Manierismus
Abbati, Giuseppe (1836–1868), Italien
Abbema, Wilhelm von (1812–1889), Deutschland
Abbey, Edwin Austin (1852–1911), USA
Abbiati, Filippo (1640–1715), Italien
Abbott, Elenore (1876–1935), USA
Abbott, Lemuel Francis (1760/61–1802), Großbritannien
Abel, Ernst Heinrich (1721–nach 1787)
Abel, Florian († 1565)
Abel, Gustav (1868– ?), Deutschland, Landschaftsmaler
Abel, Josef (1764–1818), Österreich
Aberli, Johann Ludwig (1723–1786), Schweiz
Abels d’Albert, Erika (1896–1975), Österreich
Abildgaard, Nicolai (1743–1809), Dänemark, Neoklassik
Abildgaard, Søren (1718–1791), Dänemark
Ablasser, Ignaz (1739–1799), Österreich
Abrell, Hermann (* 1932), Deutschland
Absolon, Kurt (1925–1958), Österreich
Abt, Karl (1899–1985), Deutschland
Abts, Tomma (1967), Deutschland
Accama, Bernardus (1697–1756), Niederlande
Achenbach, Andreas (1815–1910), Deutschland
Achenbach, Hanna (1892–1982), Deutschland
Achenbach, Karl (1881–1961), Deutschland
Achenbach, Mary (1883–1975), England-Deutschland
Achenbach, Oswald (1827–1905), Deutschland
Achmann, Josef (1885–1958), Deutschland
Acht, René (1920–1998), Schweiz
Achtelstetter, Georg (1883–1973), Deutschland
Achternbusch, Herbert (1938–2022), Deutschland
Achtschellinck, Lucas (1626–1699), Flandern
Achtzenichts, Jeremias (um 1609), Deutschland
Acker, Hans (um 1380–1461), Deutschland
Acker der Ältere, Jakob (15. Jahrhundert), Deutschland
Acker der Jüngere, Jakob (vor 1441–nach 1491), Deutschland
Ackermann, Franz (* 1963), Deutschland
Ackermann, Johann Adam (1780–1853), Deutschland
Ackermann, Karl (1867–1895), Deutschland
Ackermann, Lutz (* 1941), Deutschland
Ackermann, Max (1887–1975), Deutschland, Abstrakter Expressionismus
Ackermann, Peter (1934–2007), Deutschland, Phantastischer Realismus
Ackermann, Rudolf Werner (1908–1982), Deutschland

## Ada... bis Aiw...
Adalpertus (Anfang 11. Jh.), Deutschland
Adam, Albrecht (1786–1862), Deutschland
Adam, Benno (1812–1892), Deutschland
Adam, Emil (1843–1924), Deutschland
Adam, Eugen (1817–1880), Deutschland
Adam, Franz (1815–1886), Deutschland
Adam, Heinrich (1787–1862), Deutschland
Adam, Henri-Georges (1904–1967), Frankreich
Adam, Michael (1865–1915), Deutschland
Adam, Otto (1901–1973), Deutschland
Adam, Siegfried (1943–2012), Deutschland
Adam, Victor (1801–1866), Frankreich
Adami, Valerio (* 1935), Italien
Adamo, Albert (1849–1887), Deutschland
Adamo, Max (1837–1901), Deutschland
Adams, Michael (* 1937), England
Adamski, Hans Peter (* 1947), Deutschland
Ader, Ulrike (* 1961), Deutschland
Adickes, Burkhard (* 1927), Deutschland
Adler, Jankel (1895–1949), Polen
Adler-Krafft, Maria (1924–2019), Deutschland
Adlerova, Charlotta (1908–1989), Deutschland/Brasilien
Adloff, Karl (1819–1863), Deutschland
Adloff, Reiner (* 1942)
Adochi (* 1954), Rosenau, Rumänien
Adrian-Nilsson, Gösta (1884–1965), Schweden
Aeck, Johannes van der (1637–1682), Niederlande
Aelst, Evert van (1602–1657), Niederlande
Aelst, Willem van (1626/27–nach 1683), Niederlande, Barock
Aereboe, Albert (1889–1970), Deutschland
Aereboe-Katz, Julie (1888–1927), Deutschland
Aertsen, Pieter (um 1508/09–1575), Niederlande, Renaissance
Aeschbacher, Hans (1906–1980), Schweiz
Aëtion, Griechenland
Afanassjew, Alexei Fjodorowitsch (1850–1920), Russland
Agam, Yaacov (* 1928), Israel
Agasse, Jacques-Laurent (1767–1849), Schweiz
Agresti, Livio (1505–1579), Italien
Agricola, Christoph Ludwig (1665–1724)
Agricola, Filippo (1795–1857), Italien
Agthe, Curt (1862–1943), Deutschland
Aguilera Malta, Demetrio (1909–1981), Ecuador
Ahlers-Hestermann, Friedrich (1883–1973), Deutschland
Ahner, Alfred (1890–1973), Deutschland
Ahnert, Arthur (1865–1913), Deutschland
Ahrens, Heinrich (1805–1863), Deutschland
Ahtila, Eija-Liisa (* 1959), Finnland
Ai Qing (1910–1996), China
Ai Xuan (* 1947), China
Aigen, Carl (1685–1762)
Aigner, Eduard (1903–1978), Deutschland
Aigner, Joseph Matthäus (1818–1886), Österreich
Aiwasowski, Iwan (1817–1900), Russland (Armenien)
Akkerman, Philip (* 1957), Niederlande

## Ala... bis All...
Alariesto, Andreas (1900–1989), Finnland
Albani, Francesco (1578–1660), Italien
Alberegno, Jacobello (vor 1367–1397), Italien
Albérola, Jean-Michel (* 1953)
Albers, Josef (1888–1976), Deutschland
Albert, Hermann (* 1937), Deutschland
Alberti, Cherubino (1552–1615), Italien
Alberti, Giovanni (1558–1601), Italien
Alberti, Giuseppe (1640–1716), Italien
Alberti, Maria (1767–1812)
Alberti, Fernandez Ricardo (* 1964)
Albertinelli, Mariotto (1474–1515), Italien
Albertis, Sebastiano de (1828–1897), Italien
Albrecht, Carl (1862–1926), Deutschland
Albright, Ivan Le Lorraine (1897–1983)
Albuquerque, Georgina de (1885–1962), Brasilien
Albuquerque, Lucílio de (1877–1939), Brasilien
Alcopley| (Alfred Lewin Copley) (1910–1992), US-Amerikaner
Aldegrever, Heinrich (1502–1555/61), Deutschland
Aldenrath, Heinrich Jacob (1775–1844), Deutschland
Aldrin, Anders G. (1889–1970)
Alechinsky, Pierre (* 1927), Belgien
Aleksejew, Fjodor Jakowlewitsch (1753–1824), Russland, Rokoko
Alemagna, Giovanni d’ († 1450), Italien
Aleš, Mikoláš (1852–1913)
Alexander, Peter (1939–2020), USA
Alexejew, Alexander Alexejewitsch (1811–1878), Russland
Alfelt, Else (1910–1974)
Algardi, Alessandro (1598–1654), Italien
Alibrandi, Girolamo (um 1470–um 1524), Italien
Aligny, Théodore Caruelle d' (1798–1871), Frankreich, Klassizismus
Alimbrot, Luís (um 1410–1460), Flandern/Spanien
Allan, David (1744–1796), Schottland
Allegretto Nuzi (1315–1373/74)
Allers, Christian Wilhelm (1857–1915), Deutschland
Allori, Alessandro (1535–1607), Italien
Allori, Cristofano (1577–1621), Italien
Allston, Washington (1779–1843), USA

## Alm... bis Alz...
Alma, Petrus (1886–?) Niederlande
Alma-Tadema, Lawrence (1836–1912), Großbritannien, Neoklassizismus
Alovisii, Andrea (um 1620–1687), italienischer Maler des Barock in Deutschland
Alpi, Judith (1893–1983), Chile
Alsloot, Denis van (um 1570 bis um 1626)
Alston, Charles (1907–1977)
Alt, Jakob (1789–1872), Deutschland
Alt, Otmar (1940), Deutschland
Alt, Rudolf von (1812–1905), Österreich
Altdorfer, Albrecht (um 1480–1538), Deutschland
Altdorfer, Erhard (nach 1480–nach 1561), Deutschland
Altena, Carl (1894–1971), Deutschland
Altenbourg, Gerhard (1926–1989), Deutschland
Altenburger, Franz Bernhard († 1736)
Altfest, Ellen (* 1970), USA
Altheim, Wilhelm (1871–1914)
Altherr, Heinrich (1878–1947), Schweiz
Altichiero da Zevio (um 1330– um 1390), Italien
Altman, Natan (1889–1970), Russland
Altmann, Anton (1808–1871), Österreich
Altmeppen, Heiner (* 1951), Deutschland
Altomonte, Bartolomeo (1694–1783), Österreich
Altomonte, Martino (1657–1745), Österreich, Barock
Alunno, Niccolò (1425/30–1502), Italien
Álvarez Catalá, Luis (1836–1901), Spanien
d'Alvino, Giuseppe (1550–1611), Italien

## Ama... bis Ams...
Amalteo, Pomponio (1505–1588), Italien
Aman, Theodor (1831–1891), Rumänien
Aman-Jean, Edmond (1858–1936), Frankreich
Amaral Jim (* 1933), USA, Kolumbien
Amaral Olga de (* 1932), Kolumbien
Amaral, Tarsila do (1886–1973), Brasilien
Amato, Giovanni Angelo (nachweisbar 1576 bis 1615), Italien
Amatrice, Cola dall' (1480/90–1547/59), Italien
Amaury-Duval, Eugène Emmanuel (1808–1885), Frankreich
Amberg, Wilhelm (1822–1899), Deutschland
Amberger, Christoph (um 1505–1562), Deutschland
Ambrogi, Domenico (1600–1678), Italien
Ambrozy, Wenzel Bernard (1723–1806)
Américo, Pedro (1843–1905), Brasilien
Amerling, Friedrich von (1803–1887), Österreich
Amico, David (* 1951), USA
Amiet, Cuno (1868–1961), Schweiz
Amigoni, Jacopo (1682–1752), Italien
Amman, Jost (1539–1591), Schweiz
Amonte, Josef (1703–1753), Italien
Amstel, Jan van (um 1500–um 1542)

## An… bis Ap…
Ancher, Anna (1859–1935), Dänemark, Impressionismus
Ancher, Michael (1849–1927), Dänemark
Anderlecht, Englebert van (1918–1961), Belgien, Expressionismus
Andersson, Karin Mamma (* 1962), Schweden
Ando, Yukako (* 1972), Japan
Andorff, Paul (1849–1920), Deutschland
Andrade, Abigail de (1864– um 1890), Brasilien
Andrae, Ansel (1914–1978), Deutschland
Andrae, Peter (1910–1992), Deutschland
André Albert (1869–1954), Frankreich
André, Dietrich Ernst (1680–1730)
André, Jules (1807–1869), Frankreich
Andrea, Alesso di (1. Hälfte des 15. Jh.), Italien
Andrea di Niccolò (1440–1514), Italien
Andreescu, Ion (1850–1882), Rumänien
Andri, Ferdinand (1871–1956), Österreich
Anesi, Paolo (1697–1773), Italien
Angel, Philips (van Middelburg) (1616–1683), Niederlande
Angel, Philips (van Leiden) (1618–1664), Niederlande
Angeli, Heinrich von (1840–1925), Österreich
Fra Angelico (1387–1455), Italien, Frührenaissance
Angeluschew, Boris (1902–1966), Bulgarien
Angerer, Ludwig Valentin (* 1938), Deutschland
Angermann, Peter (* 1945), Deutschland
Angermayer, Johann Adalbert (1674–1740/42), Böhmen
Angillis, Pieter (1685–1734)
Anglada Camarasa, Hermenegildo (1871–1959), Spanien
Angler, Gabriel (um 1404–1483)
Angrand, Charles Théophile (1854–1926), Frankreich
Anguissola, Anna Maria (um 1555/56–um 1611), Italien
Anguissola, Elena (tätig 1555–1585), Italien
Anguissola, Europa (tätig 1566–1578), Italien
Anguissola, Lucia (um 1537/42–1566), Italien
Anguissola, Minerva (?–1564), Italien
Anguissola, Sofonisba (1532–1625), Italien
Anhalt, August (1899–1975), Deutschland
Anker, Albert (1831–1910), Schweiz
Anker, Hans (1873–1950), Deutschland
Annigoni, Pietro (1910–1988), Italien
Annot-Jacobi, Maria (1894–1981)
Anquetin, Louis (1861–1932), Frankreich
Anraadt, Pieter van (1635–1678), Niederlande
Ansaldo, Giovanni Andrea (1584–1638), Italien
Anschütz, Hermann (1802–1880)
Ansdel, Richard (* 1915)
Anselmi, Michelangelo (1491/92–1554/56), Italien
Antes, Horst (* 1936), Deutschland
Anthon, Hans (* 1945), Deutschland
Anthonisz., Cornelis (um 1505–1553), Niederlande
Antolínez, José (1635–1675), Spanien
Antonello da Messina (1444–1493), Italien
Antonello de Saliba (um 1466/67–1535)
Antonio Maria da Carpi (nachweisbar 1495–1504), Italien
Antropow, Alexei (1716–1795), Russland
Anuszkiewicz, Richard (1930–2020), USA
Anwander, Johann (1715–1770)
Aoki Mokubei, (1767–1833), Japan
Apelles (um 335), Griechenland
Appel, Karel (1921–2006), Niederlande
Appen, Karl von (1900–1981), Deutschland
Appiani, Andrea (1754–1817), Italien
Appiani, Giuseppe (1706–1785/89)
Apt der Ältere, Ulrich (um 1460–1532)

## Ar… bis As…
Aragón, José Rafael (1795–1862), Spanien
Arakawa, Shūsaku (1936–2010), Japan
Arango, Débora (1907–2005), Kolumbien
Arcangelo, Allan d’ (* 1930)
Archipow, Abram Jefimowitsch (1862–1930), Russland
Arcimboldo, Giuseppe (1527–1593), Italien
Arditi, Iracema (1924–2006), Brasilien
Ardon, Mordechaï (1896–1992)
Arenius, Olof (1701–1766), Schweden
Aretino, Spinello (1346–1410), Italien
Argento, Mino (1927), Italien
Arikha, Avigdor (1929–2010), Israel
Arman (1928–2005), Frankreich
Armbrust, Karl (1867–1928), Deutschland
Armbrust, Margarete (1896–1943), Deutschland
Armington, Caroline (1875–1939), Kanada
Armitage, Edward (1817–1896), England
Armleder, John M. (* 1948), Schweiz
Arnheim, Clara (1865–1942), Deutschland
Arnim, Ferdinand von (1814–1866), Deutschland
Arnold, Anne-Dora (1883–1971), Deutschland
Arnold, Jonas (1609–1669), Deutschland
Arnold, Karl (1883–1953), Deutschland
Arnoldi, Charles (* 1946), USA
Arnsburg, Marie (1853–1940), Österreich
Arntz, Gerd (1900–1988), Deutschland
Arosenius, Ivar (1878–1909), Schweden
Arp, Hans (oder auch Jean Arp) (1886–1966), Deutschland/Schweiz
Arpke, Otto (1886–1943), Deutschland
Arpino il Cavalliered (1568–1640)
Arrowsmith, Sue (* 1968)
Arroyo, Eduardo (1937–2018), Spanien
Artes, Sigrid (1933–2016), Deutschland
d’Arthois, Jacques (1613–1686), flämischer Landschaftsmaler
Artschwager, Richard (1923–2013), USA
Asam, Cosmas Damian (1686–1739)
Asam, Egid Quirin (1691–1750)
Asam, Hans Georg (1649–1711)
Ascher, Fritz (1893–1970), Deutschland
Aschheim, Isidor (1891–1968)
Ascione, Aniello (aktiv ca. 1670 bis 1708), Italien (Neapel)
Asendorpf, Barthold (1888–1946)
Asher, Louis (1804–1878), Deutschland
Asknazij, Isaak Lwowitsch (1856–1902)
Asmus, Dieter (* 1939), Deutschland
Asper, Hans (1499–1571), Schweiz
Aspertini, Amico (≈1475–1552), Italien
Asse, Geneviève (1923–2021), Frankreich
Asselijn, Jan (1610–1652), Frankreich
Asselin, Maurice (1882–1947), Frankreich
Assereto, Giovacchino (1600–1649)
Ast, Balthasar van der (≈1593–1657), Niederlande
Ast, Hans van der (um 1620), Niederlande
Astruc, Zacharie (1835–1907), Frankreich

## At… bis Az…
Atlan, Jean-Michel (1913–1960), Algerien
Attavante, Marco (1452–um 1525)
Attiret, Jean-Denis (1702–1768), Frankreich
Attersee, Christian Ludwig (* 1940), Österreich
Auberjonois, René (1872–1957), Schweiz
Aublet, Albert (1851–1938)
Aubry, Étienne (1745–1781)
Audebert, Jean Baptiste (1759–1800), Frankreich
Audran II, Claude (1639–1684), Frankreich
Audran III, Claude (1658–1704), Frankreich
Audubon, John James (1785–1851), USA
Auerbach, Frank (1931–2024)
Auerbach, Johann Gottfried (1697–1753)
Auerbach, Johannes Ilmari (1899–1950), Polen
Auerbach, John James (* 1931)
Augst, Gerhard (1908–1997), Deutschland
Augustin, Jacques (1759–1832), Frankreich
Ausleger, Rudolf (1897–1974), Deutschland
Austrianer, Wolfgang Amadeus (* 1946)
Avanzi, Jakobo di Pietro, Italien († 1416)
Aved, Jacques-André-Joseph Camelot (1702–1766), Frankreich
Avercamp, Barent (1612–1679), Niederlande
Avercamp, Hendrick (1585–1634), Niederlande
Avery, Milton (1885–1965)
Avont, Pieter (1600–1652)
Avignon, Jim (* 1968), Deutschland
Axentowicz, Teodor (1859–1938)
Ayres, Gillian (* 1930)
Ažbe, Anton (1862–1905), Slowenien
Azzolino, Giovanni Bernardino (1572–1645), Italien (Neapel)